# NGC 4817
NGC 4817 is een compact sterrenstelsel in het sterrenbeeld Hoofdhaar. Het hemelobject werd op 11 mei 1885 ontdekt door de Franse astronoom Guillaume Bigourdan.

## Synoniemen
- NPM1G +28.0248
- DRCG 27-140
- PGC 83663